# 大正製薬天下たい平!落語はやおき亭
大正製薬 天下たい平!落語はやおき亭（たいしょうせいやくてんかたいへい!らくごはやおきてい）とは2011年4月10日から2013年9月29日まで文化放送にて毎週日曜7:00-7:30に放送されていたラジオ番組である。落語家・林家たい平の冠番組。

## 概要
文化放送に現存する落語音源からCD化されたものや、文化放送関連での落語会の「浜松町かもめ亭」などで収録された音源や、その他を放送する。大正製薬の一社提供番組だったが2012年度をもってスポンサーを離れ、「天下たい平!落語はやおき亭」に改名。これをもって大正製薬は文化放送から完全撤退となった。

2013年10月から林家たい平 咲いて!孫心 夢ごころが開始のため終了。

## パーソナリティー
- 林家たい平

## 放送時間

### ネット局
- 文化放送 毎週日曜日 7:00-7:30